# Blayne Barber
Blayne Barber (Tallahassee, 25 december 1989) is een Amerikaanse golfer.

## Amateur
Barber won verschillende junior-toernooien op de Florida Junior Tour en nam drie keer deel aan het Amerikaans amateurkampioenschap golf. Hij studeerde aan de Auburn Universiteit, speelde college-golf en had een scoregemiddelde van 70,76 tijdens zijn laatste studiejaar, een record voor Auburn. Hij won in 2009 het Florida State Amateur met negen slagen voorsprong en was lid van het Amerikaanse Walker Cup-team in 2011.

### Overwinningen
- 2006: FSGA Junior Championship, SGA Junior Match Play Invitational
- 2008: Florida State Golf Association Junior Championship in Orlando
- 2009: Florida State Amateur, St. Augustine Amateur

### Deelnames aan teamtoernooien
- Walker Cup: 2011
- Palmer Cup: 2011 (winnaars), 2012

## Professional
Na het beëindigen van zijn studie  werd Barber in juli 2012 professional, zijn belangen worden behartigd door IMG. Zijn eerste toernooi was de Web.com Tour’s Nationwide Children’s Hospital Invitational. Zijn eerste overwinning behaalde hij een maand later op de minitour.
Eind 2012 ging hij naar Stage 1 van de Amerikaanse Tourschool. Met een score van 279 kwalificeerde hij zich net voor Stage 2. Die avond realiseerde hij zich dat hij ergens 1 strafslag had genoteerd in plaats van 2, waardoor hij een verkeerde score had ingeleverd. Hij liet zich diskwalificeren, waardoor Robert-Jan Derksen, Maarten Lafeber, Jamie Arnold, Corbin Mills, Jonathan Moore, Chesson Hadley zich toch nog kwalificeerden met hun score van 280. Vanaf 2015 speelt Barber op de Amerikaanse PGA Tour.

### Overwinningen
Web.com Tour
- 2014: South Georgia Classic

Overige tours
- 2012: ICE Recycling “Environmental” Classic op de Country Club of South Carolina